# Eduardo Aranda
Eduardo Aranda paragvajski nogometaš, * 28. januar 1985, Asunción, Paragvaj.
Za paragvajsko reprezentanco je odigral 5 uradnih tekem.